# БТМ-3

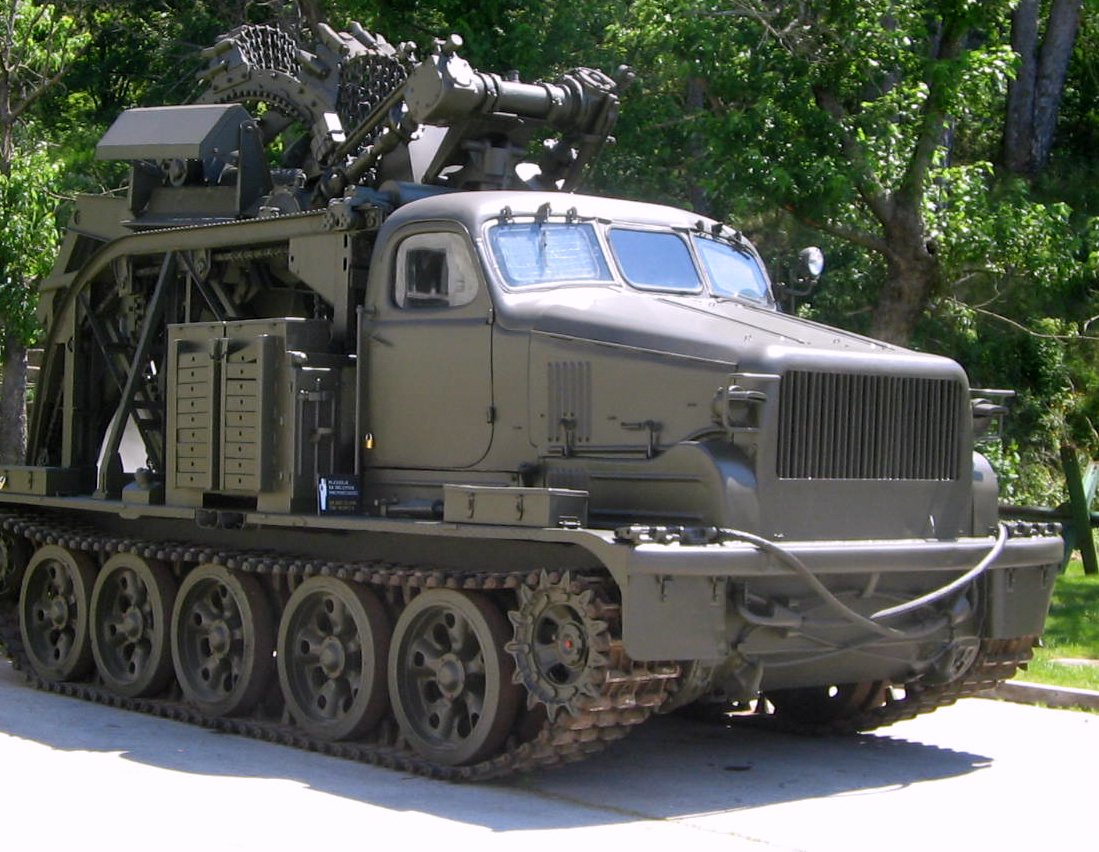

БТМ-3 (Быстроходная Траншейная Машина) — армейская машина для быстрой прокладки канав и траншей в грунтах I—IV категории, то есть машина способна рыть траншеи в грунтах от песчаного до мёрзлого. Создана в СССР в 1970-х годах для инженерных войск, но нашла широкое применение во многих гражданских отраслях. Применяется для ирригационных и мелиоративных работ. Машина смонтирована на базе тяжёлого артиллерийского тягача АТ-Т. Рабочий агрегат представляет собой стальное колесо с ковшами, которое опускается за машину и вращается, выкапывая канаву. По бокам колеса расположены звёздчатые валы, которые разбрасывают в стороны извлечённый грунт.
Мощность двигателя(А-401Г) 415 л. с., масса 27,5 т, транспортная скорость до 36 км/ч. 
Производительность БТМ-3 колеблется в зависимости от заданной глубины траншеи и прочности грунта от 270 до 810 метров в час.
Позднее была сконструирована другая траншейная машина — БТМ-4М с производительностью в обычном грунте 1000 м/ч, в мёрзлом грунте — 250 м/ч.

## ТТХ
- Техническая производительность в грунтах 2—3 категории
- При глубине траншеи 1,1 м 800 м³/ч
- При глубине траншеи 1,5 м 560 м³/ч
- Параметры траншеи
- Глубина 1,1—1,5 м
- Ширина по верху 0,9—1,1 м
- Ширина по дну 0,5 м
- Транспортная скорость 35,5 км/ч
- Высота 4320 мм
- Эксплуатационная масса 27700 кг